# Công nghệ gene
Công nghệ gene hay kĩ thuật di truyền là thao tác thay đổi gen bằng công nghệ sinh học. Nó bao gồm các phương pháp kỹ thuật dùng để thay đổi nhân tố di truyền của các tế bào, bao gồm sự dịch chuyển gen cùng loài và khác loài để tạo ra những sinh vật mới hoặc hoàn hảo hơn. Những DNA mới được tạo ra bằng cách cách ly và sao chép lại nhân tố di truyền mong muốn qua phương pháp DNA tái tổ hợp hoặc bằng phương pháp chế tạo gen nhân tạo. Một vector thường được tạo ra để truyền DNA mới vào vật chủ. Phân tử DNA tái tổ hợp đầu tiên được tạo ra bởi Paul Berg vào năm 1972 bằng cách kết hợp DNA của virus khỉ SV40 với virus lambda. Và phương pháp thêm gen vào bộ gen của vật chủ còn có thể dùng để loại bỏ gen. Mẫu DNA có thể được thêm vào bộ gen một cách ngẫu nhiên hoặc vào một vị trí chính xác trong bộ gen.
Sinh vật được tạo ra bằng công nghệ gen được gọi là sinh vật biến đổi gen (tiếng Anh "GMO"). GMO đầu tiên là vi khuẩn được tạo ra bởi Herbert Boyer và Stanley Cohen vào năm 1973. Rudolf Jaenisch tạo ra động vật biến đổi gen đầu tiên khi ông ta thêm DNA lạ vào một chuột biến đổi gen vào năm 1974. Công ty đầu tiên trong ngành công nghệ gen là Genentech. Nó được thành lập vào năm 1976 và bắt đầu sản xuất protein người. Insulin đã thay đổi gen được sản xuất vào năm 1978, và vi khuẩn có khả năng tự tạo ra insulin đó được thương mại hóa vào năm 1982. Thực phẩm biến đổi gen được bán từ năm 1994 với sự ra đời của cà chua Flavr Savr. Cà chua Flavr Savr được cải tạo để tồn trữ được lâu hơn, nhưng đa số những cây trồng bây giờ được biến đổi gen để tăng sự chống chịu với sâu bọ và thuốc trừ sâu. GloFish là GMO đầu tiên tạo ra để làm thú nuôi. Nó bắt đầu được thương mại hóa ở Hoa Kỳ vào tháng 12 năm 2003. Vào năm 2016, cá salmon được biến đổi gen nội tiết tố để kích thích tăng trưởng được bán ra thị trường.
Công nghệ gen đã được áp dụng trong nhiều lĩnh vực khác nhau bao gồm nghiên cứu, y học, công nghệ sinh học, và nông nghiệp. Trong nghiên cứu, GMO được dùng để nghiên cứu về chức năng và biểu hiện gen qua các phương pháp như làm mất chức năng, tạo ra chức năng mới, theo dõi và thí nghiệm biểu hiện gen. Bằng cách loại bỏ một số gen với chức năng đã được biết đến, chúng ta có thể tạo ra sinh vật mô hình động vật để nghiên cứu bệnh người. Ngoài việc có thể tạo ra nội tiết tố, vắc-xin, và các dược phẩm khác, công nghệ gen còn có tiềm năng chữa bệnh qua liệu pháp gen. Những kỹ thuật dùng để tạo ra dược phẩm còn có các ứng dụng công nghiệp khác như sản xuất enzyme để làm thuốc tẩy, phô mai, và các sản phẩm khác.
Sự phát triển thương mại hóa của cây trồng biến đổi gen đã mang lại nhiều lợi ích kinh tế cho nông dân ở nhiều quốc gia khác nhau, nhưng nó còn gây ra nhiều cuộc tranh cãi về cây trồng biến đổi gen. Những tranh cãi này đã xuất hiện ngay từ thời kỳ đầu; những cuộc thử nghiệm biến đổi gen đầu tiên đã bị phá hủy bởi những người chống lại kỹ thuật biến đổi gen. Tuy giới khoa học đa số đã đồng thuận rằng những thức ăn được chế biến từ cây trồng biến đổi gen không có hại với sức khỏe hơn thức ăn tự nhiên, một số người vẫn lo ngại đến sự an toàn thực phẩm của thức ăn biến đổi gen. Trao đổi gene, mức độ ảnh hưởng tới những sinh vật khác, cách vận hành cung cấp thực phẩm, và sở hữu trí tuệ là những vấn đề đang trong vòng tranh cãi. Những lo ngại này đã dẫn tới sự thành lập một khuôn khổ quy định từ năm 1975. Điều này dẫn tới hiệp ước quốc tế, Cartagena Protocol on Biosafety, được ký kết năm 2000. Những quốc gia đã đưa ra những hệ thống quy định riêng về GMO với sự khác biệt lớn giữa Hoa Kỳ và Châu Âu.

## Tổng quát

So sánh giữa cách nhân giống thông thường với cách thay đổi gen bằng phương pháp chuyển gen và hợp gen

Công nghệ gen là một tiến trình thay đổi cấu trúc nhân tố di truyền bằng cách loại bỏ hoặc cấy DNA. Khác với chăn nuôi và nhân giống cây trồng truyền thống, bao gồm phải lai giống nhiều lần và sau đó chọn sinh vật có những kiểu hình mong muốn, công nghệ gen chỉ cần lấy gen từ một sinh vật này và cấy gen đó vào một sinh vật khác. Kỹ thuật này hiệu quả hơn nhiều so với cách truyền thống. Với kỹ thuật này, ta có thể cấy bất kỳ gen nào từ một sinh vật bất kỳ (ngay cả những sinh vật từ những vực khác nhau) và có thể phòng ngừa sự di chuyển của những gen không mong muốn.
Công nghệ gen có khả năng chữa lành các bệnh di truyền bằng cách hoán đổi gen bị lỗi với một gen còn hoạt động. Đây là một công cụ quan trọng trong nghiên cứu cho phép nghiên cứu chức năng của các gen cụ thể. Thuốc, vắc-xin, và các sản phẩm khác được tạo ra từ những sinh vật đã được biến đổi gen. Để bảo đảm an ninh lương thực, cây trồng được biến đổi gen để tăng năng suất, dinh dưỡng, và sức chịu đựng trong môi trường khắc nghiệt.
DNA có thể được cấy thẳng vào một sinh vật nào đó hoặc cấy vào tế bào, sau đó nó có thể kết hợp với các tế bào khác hoặc lai giống với sinh vật chủ. Điều này dựa trên kỹ thuật DNA tái tổ hợp để tạo ra các tổ hợp gen di truyền mới. Tiếp theo, chúng được cấy vào một sinh vật khác gián tiếp bằng hệ thống vector hoặc trực tiếp bằng kỹ thuật tiêm vi mô hoặc bọc chất vi mô.
Kỹ thuận di truyền thường không bao gồm các loại phối giống truyền thống ví dụ như thụ tinh trong ống nghiệm, thể đa bội cảm ứng, quá trình đột biến sinh học và kỹ thuật tổng hợp tế bào mà không dùng tới tổ hợp gen di truyền hoặc sinh vật biến đổi gen.  Tuy nhiên, một số định nghĩa bao quát hơn của công nghệ sinh học bao gồm cả chọn giống vật nuôi. Công nghệ gen không bao gồm nghiên cứu về nhân bản vô tính và tế bào gốc. Tuy nhiên, các ngành này có liên quan tới nhau và đều sử dụng công nghệ gen. Sinh học tổng hợp là một ngành mới nổi đã giúp phát triển công nghệ gen bằng cách đưa DNA nhân tạo tổng hợp vào một sinh vật.
Những thực vật, động vật, hoặc vi sinh vật được thay đổi gen qua công nghệ gen được gọi là sinh vật biến đổi gen hoặc GMOs. Nếu như DNA từ một loài khác được đưa vào vật chủ thì sinh vật đó sẽ được gọi là sinh vật chuyển gen. Còn DNA từ chung loài được đưa vật chủ thì được gọi là sinh vật hợp gen. Khi dùng công nghệ gen để xóa bỏ DNA từ một sinh vật thì sinh vật đó được gọi là sinh vật bị loại gen. Ở Châu âu, sửa đổi di truyền đồng nghĩa với công nghệ gen trong khi ở Hoa Kỳ và Canada thì sửa đổi di truyền còn có hàm ý bao gồm các cách nhân giống thông thường.